# Asuka Ota
Asuka Hayazaki (japanska: 早崎 あすか?, Hayazaki Asuka), född Asuka Ota, är en japansk låtskrivare som skapat musiken till bland annat New Super Mario Bros.. Detta gjorde hon tillsammans med Hajime Wakai och Koji Kondo.